# Václav Holek

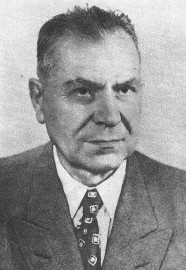
Václav Holek

Václav Holek (* 24. September 1886 in Malé Nepodřice; † 13. Dezember 1954 in Brünn) war ein tschechischer Waffenkonstrukteur. Holek gilt als bedeutendster Waffenkonstrukteur der Tschechoslowakei.

## Leben
Holek lernte Waffenkonstrukteur in Písek und arbeitete ab 1905 bei der Firma Anton Mulacz (k.u.k. Hoflieferant; Jagdwaffen) in Wien.
Ab 1910 wurde er Produktionsleiter bei Holland & Holland in Prag und entwickelte dort Schrotflinten. Im Ersten Weltkrieg entwickelte er Infanteriegeschütze. Anfang 1918 arbeitete er bei der neu gegründeten Waffenfabrik Zbrojovka Praga, bei der er ab Frühjahr 1921 an der Konstruktion eines leichten Maschinengewehres arbeitete. Im Dezember 1924 wechselte er zur Waffenfabrik Zbrojovka Brno in Brünn. Dort wurde seine Konstruktion unter der Bezeichnung Lehký Kulomet ZB vz. 26 hergestellt. Der englische Rüstungshersteller Enfield kaufte die Lizenz und stellte 220.000 ZB vz. 26 unter der Bezeichnung Bren her. Holek entwickelte 1929 auch das halbautomatische Gewehr ZH-29, eines der ersten Selbstladegewehre überhaupt. Der Verschluss des ZH-29 wurde später auch für das deutsche Sturmgewehr 44 benutzt.
In den 1930er-Jahren entwickelte er das schwere Maschinengewehr ZB vz. 37, welches erneut in England unter der Bezeichnung BESA 60.000 mal hergestellt wurde.
Während und nach dem Zweiten Weltkrieg entwickelte Holek eine Reihe moderner automatischer Waffen, die jedoch bis auf das Maschinengewehr vz. 52 nicht mehr in Serie gefertigt wurden.